# 苏格兰盖尔地区

苏格兰盖尔语使用者的地理分布（2011年）

盖尔地区（苏格兰盖尔语：Gàidhealtachd，[kɛːəlˠ̪t̪əxk]，listenⓘ，有时也写作A' Ghàidhealtachd）这一术语常用来指代苏格兰的高地和群岛地区，特别是指该地区的凯尔特人文化。
相应的爱尔兰语词汇Gaeltacht则用来特指使用爱尔兰语的地区。
它也用来指代加拿大使用盖尔语的地区，包括新斯科舍省和安大略省的格伦加里县。